# Port lotniczy Pauk
Port lotniczy Pauk (IATA: PAU, ICAO: VYPK) – port lotniczy położony w Pauk, w prowincji Magwe, w Birmie.